# Pelagosaurus
Pelagosaurus typus
Genre
Espèce
Pelagosaurus (qui signifie « lézard de pleine mer ») est un genre éteint de crocodyliformes thalattosuchiens ayant vécu à l'étage Toarcien du Jurassique inférieur, autour de 183 Ma à 174 Ma (millions d'années), dans les eaux peu profondes des mers épicontinentales qui couvraient une grande partie de ce est maintenant l'Europe de l'Ouest.
Une seule espèce est rattachée au genre, Pelagosaurus typus, décrite par Heinrich Georg Bronn en 1841.

## Description et taxonomie

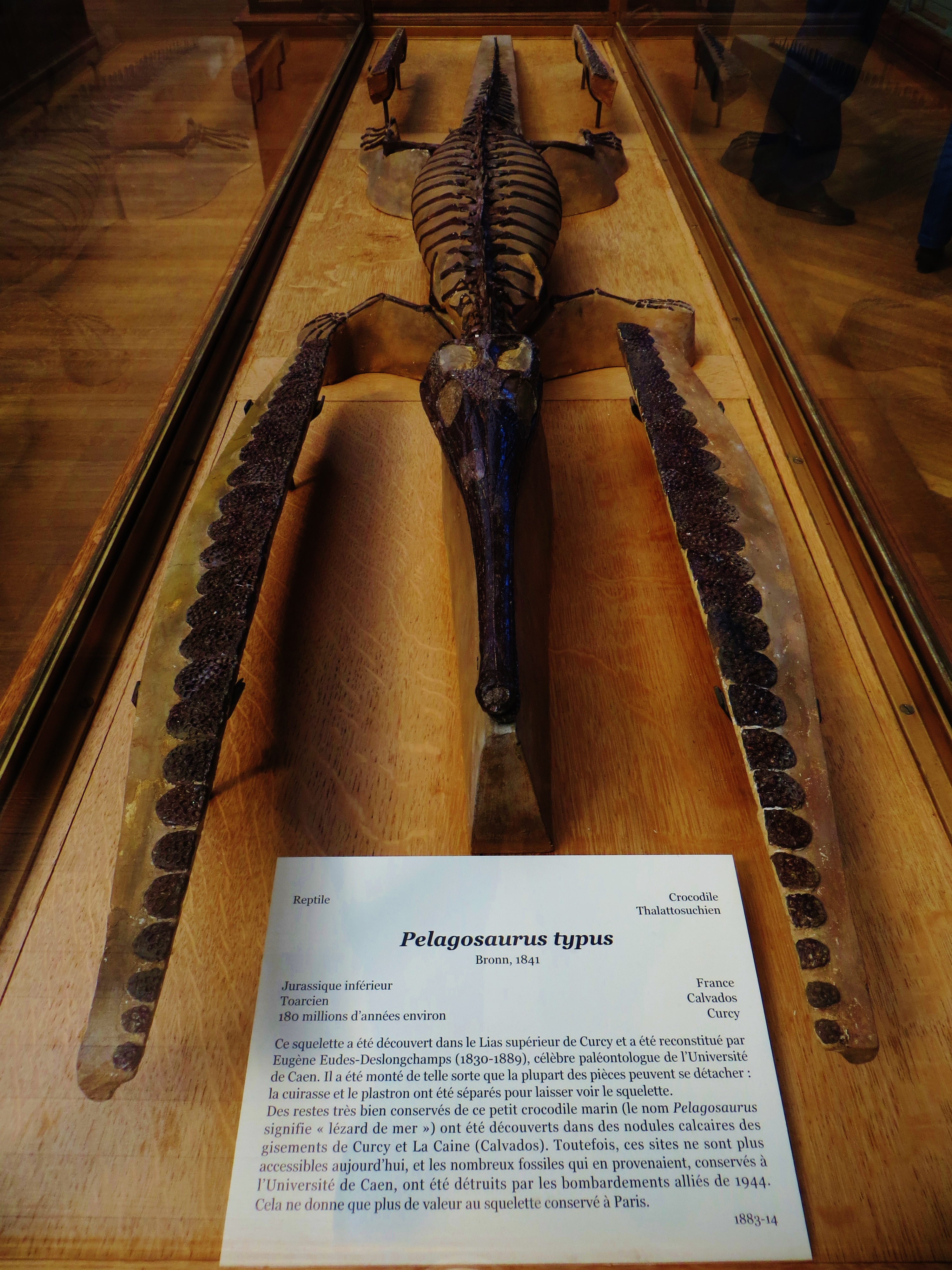
Squelette fossile de Pelagosaurus typus conservé dans les collections du Muséum national d'histoire naturelle à Paris.

La taxonomie systématique de Pelagosaurus a été vivement contestée au cours des années et il a été classé directement dans le clade Thalattosuchia après que son classement dans les Teleosauridae a été contesté,. Pelagosaurus était sensiblement similaire au gavial moderne, avec des adaptations et des habitudes alimentaires carnivores comparables.
En 2018, l'analyse phylogénétique conduite par les inventeurs du genre Magyarosuchus le place dans la position la plus basale parmi les Metriorhynchoidea, en groupe frère avec Pelagosaurus typus.